# Cikajang (plaats)
Cikajang is een bestuurslaag in het regentschap Garut van de provincie West-Java, Indonesië. Cikajang telt 4317 inwoners (volkstelling 2010).